# Unica (Ornella Vanoni)
Unica è il quarantesimo album in studio della cantante italiana Ornella Vanoni, pubblicato il 29 gennaio 2021 dalla BMG.

## Antefatti
Nonostante la pubblicazione dell'album Meticci del 2013, come dichiarato dall'interprete milanese, avrebbe dovuto essere stato l'ultimo disco contenente brani inediti della sua carriera, nel corso del 2018, grazie all'aiuto della manager Adele di Palma, Vanoni ha siglato un contratto con la BMG Rights Management al fine di realizzare e distribuire un disco volto a celebrare i suoi sessant'anni di carriera. Durante la creazione di Unica, la cantante si è avvalsa di Mauro Pagani per la produzione e di Fabio Ilacqua per gli arrangiamenti e buona parte della stesura dei brani.
Nel corso dei due anni richiesti per il completamento del disco, la cantante ha lavorato anche con Francesco Gabbani (che ha scritto il singolo Un sorriso dentro al pianto), Carmen Consoli, Giuliano Sangiorgi, Renato Zero e Pacifico.

## Descrizione
(Vanoni in occasione della presentazione dell'album)
Unica si compone di undici brani, di cui uno strumentale e che funge da introduzione allo stesso. Nel disco figurano importanti collaborazioni, come quella in duetto con la sopracitata Consoli e quella con Virginia Raffaele. Dal punto di vista musicale l'album si caratterizza per una forte presenza di archi e fiati, nonché per una varietà di generi, passando da sonorità brasiliane fino alla musica d'autore e al jazz.

La realizzazione dell'immagine di copertina, caratterizzata dal colore giallo e che ritrae la Vanoni spalancare le braccia verso il cielo, così come l'intero progetto fotografico allegato all'album, è affidata alla fotografa e artista italo-francese Marta Bevacqua. Riguardo alla scelta del titolo, Vanoni ha spiegato che erano stati pensati nomi differenti prima di arrivare a quello definitivo: 

## Promozione
L'album è anticipato dal singolo Un sorriso dentro al pianto, in rotazione radiofonica a partire dall'8 gennaio 2021 e accompagnato dal videoclip su YouTube. Un'altra anticipazione del disco sono stati i molteplici estratti musicali di ogni brano pubblicati attraverso le piattaforme digitali della cantante. A pochi giorni dall'uscita del disco la cantante è ospite prima del talk show Che tempo che fa, insieme a Virginia Raffaele, e poi dello show condotto dalla cantante Fiorella Mannoia, La musica che gira intorno, in cui invece esegue live l'ultimo singolo. Inoltre, il giorno prima della pubblicazione, è stato presentato ai giornalisti il nuovo disco attraverso una conferenza tenutasi su Zoom dagli uffici BMG di Milano, mentre un'iniziativa speciale per i fan è stata la possibilità di partecipare alla presentazione dell'album con l'artista in diretta il 10 febbraio su Feltrinelli Live, previo acquisto del disco. La cantante, oltre a varie interviste presso le principali radio italiane, è stata poi ospite del programma Domenica in, dove ha ripercorso la sua carriera.
Unica è stato distribuito il 29 gennaio 2021 in edizione standard (su CD e LP e download digitale) e deluxe, quest'ultima contenente una bonus track; il 26 febbraio è stata inoltre commercializzata un'edizione picture disc numerata e limitata a 1000 copie e contenente 11 stampe fotografiche. In concomitanza con l'uscita dell'album, Vanoni ha pubblicato come secondo singolo Arcobaleno. Nel febbraio 2021 è stata ospite d'onore nella serata conclusiva della settantunesima edizione del Festival di Sanremo, dove ha eseguito un medley delle canzoni più famose della sua carriera e il singolo Un sorriso dentro al pianto insieme a Gabbani.
Dall'album sono stati estratti anche Carezza d'autunno, entrato in rotazione radiofonica il 26 febbraio, Isole viaggianti, uscito il 26 marzo e accompagnato dal relativo video, e Tu/Me, reso disponibile il 30 settembre.

## Accoglienza
| Recensione        | Giudizio |
| ----------------- | -------- |
| Rockol            |          |
| Newsic            |          |
| Recensiamo Musica |          |

L'album già dai risultati del preordine ha dimostrato una forte attesa presso il pubblico e la critica. Unica è stato accolto positivamente dalla critica specializzata. Il sito Rockol ha dato un giudizio di 8.5/10 stelle, mentre Newsic un giudizio di 9/10, descrivendo il disco: «Non possono che essere spesi degli applausi per l'Ornella Vanoni di Unica. Grazie al suo talento e alle belle canzoni contenute nel disco, fa quasi credere che quanto si stia ascoltando possa essere non un nuovo disco di inediti, ma una sua raccolta di vecchi brani dimenticati resi attuali e ripresentati con nuovi arrangiamenti».
Riguardo alle vendite, nel giorno di pubblicazione l'album ha ottenuto il primo posto su iTunes Italia e ha debuttato al terzo posto della Classifica FIMI Album, giungendo secondo in quella inerente ai vinili.

## Tracce
1. A passo lieve – 1:42 (musica: Mauro Pagani)
2. Specialmente quando ridi – 3:55 (Fabio Ilacqua, Ornella Vanoni)
3. Arcobaleno – 3:58 (Giuliano Sangiorgi)
4. Isole viaggianti – 3:21 (Fabio Ilacqua)
5. Carezza d'autunno (con Carmen Consoli) – 3:34 (Carmen Consoli)
6. Nuda sull'erba – 3:50 (Fabio Ilacqua, Ornella Vanoni)
7. Tu/Me (con Virginia Raffaele) – 3:12 (Fabio Ilacqua, Ornella Vanoni)
8. La mia parte (con Fabio Ilacqua) – 3:14 (Fabio Ilacqua)
9. Inizio – 2:51 (Pacifico)
10. Un sorriso dentro al pianto – 3:43 (Francesco Gabbani, Pacifico, Ornella Vanoni)
11. Ornella si nasce – 4:42 (Renato Zero, Adriano Pennino)

Traccia bonus nell'edizione deluxe
1. Un thè dietro allo specchio (Dialogue) (con Virginia Raffaele)

Contenuto bonus nella Celebration Edition 2022
- CD 2 – Unica - Intimate Versions

1. Un sorriso dentro al pianto (con Francesco Gabbani) (Intimate Version) – 3:58 (Francesco Gabbani, Pacifico, Ornella Vanoni)
2. Ornella si nasce (con Renato Zero) (Intimate Version) – 4:29 (Renato Zero, Adriano Pennino)
3. Arcobaleno (con Giuliano Sangiorgi) (Intimate Version) – 4:12 (Giuliano Sangiorgi)
4. Inizio (con Pacifico) (Intimate Version) – 3:43 (Pacifico)
5. Tu/Me (con Virginia Raffaele) (Luna Park Original Soundtrack Version) – 2:49 (Fabio Ilacqua, Ornella Vanoni)

- CD 3

1. Toy Boy (con Colapesce e Dimartino) – 2:48 (Lorenzo Urciullo, Antonino Di Martino, Ornella Vanoni)

- DVD

1. Essere Ornella - Il docufilm

## Formazione
Musicisti
- Ornella Vanoni – voce (eccetto traccia 1)
- Mauro Pagani – pianoforte e arrangiamento (traccia 1), armonica cromatica (traccia 5)
- Quartetto Edo Dea Ensemble – strumenti ad arco (tracce 1, 3, 6)
- Elio Rivagli – batteria (tracce 2-4, 7-11)
- Massimiliano Gelsi – basso (tracce 2-4, 6-11)
- Luca Colombo – chitarra (tracce 2-4, 6, 8-11), ukulele (traccia 3)
- Fabio Gianni – pianoforte (traccia 2 e 7), pianoforte elettrico (traccia 7), organo (traccia 9)
- Fabio Ilacqua – arrangiamento (eccetto traccia 1), tastiera (tracce 2, 4-6, 8 e 10), pianoforte elettrico (tracce 2-4, 11), cori (tracce 2-4, 6-10), programmazione (tracce 2-4, 6-9), percussioni (tracce 2, 3, 5, 6, 9 e 10), pianoforte (tracce 3-8, 10), sintetizzatore (tracce 3 e 9), organo (tracce 4, 6, 8 e 9), glockenspiel (traccia 5), melodica (traccia 6), percussioni aggiuntive (traccia 7)
- Daniele Moretto – tromba (tracce 2, 4, 6-9), flicorno soprano (traccia 11)
- Gabriele Comeglio – sassofono contralto (tracce 2, 4-9, 11), flauti (tracce 2, 5-8, 11), clarinetto (traccia 5), clarinetto basso (traccia 11)
- Giulio Visibelli – sassofono tenore (tracce 2, 4-9, 11), flauti (tracce 2, 5-8, 11)
- Andrea Andreoli – trombone (tracce 2, 4, 7-9, 11)
- Alex Battini de Barreiro – percussioni (tracce 4, 7 e 8)
- Carmen Consoli – voce e chitarra acustica (traccia 5)
- Giuseppe Salvadori – percussioni (traccia 6)
- Virginia Raffaele – voce (traccia 7)
- Walter Porro – fisarmonica (traccia 8)

Produzione
- Mauro Pagani – produzione artistica
- Giuseppe Salvadori – assistenza alla produzione, registrazione, missaggio
- Filippo Slaviero – assistenza tecnica
- Claudio Giussani – mastering
- Silvia Posa – produzione esecutiva
- Toni Carbone – registrazione chitarra e voce di Consoli (traccia 5)

## Classifiche
| Classifica (2021) | Posizione massima |
| ----------------- | ----------------- |
| Italia            | 3                 |